# Dimitrije Vrbica
Dimitrije "Migo" Vrbica, črnogorski general, * 24. oktober 1916, Podgorica, † 1981, Beograd.

## Življenjepis
Leta 1934 je postal član SKOJ, leta 1936 KPJ in leta 1941 je vstopil v NOVJ. Med vojno je bil politični komisar več enot, nazadnje 24. divizije.
Po vojni je bil politični komisar divizije, glavni inštruktor Politične uprave JLA, pomočnik poveljnika za zaledje armade, inšpektor v Glavnem inšpektoratu JLA,...